# پالم کورپوریشن
پالم کورپوریشن (انگلیسی: Palm, Inc.) شرکت فناوری اطلاعات آمریکایی است، که در سال ۱۹۹۲ تأسیس شد.